# فيلار دي دومينغو غارسيا
بلدية فيلار دي دومينغو غارسيا (بالإسبانية: Villar de Domingo García)‏، هي إحدى بلديات مقاطعة قونكة إحدى مقاطعات إسبانيا، و التي تقع في منطقة قشتالة لا منتشا وسط البلاد, و المائلة لجهة الشرق من إسبانيا.
يبلغ عدد سكانها 240 نسمة وفقاً لإحصائية سنة (2007).